# ليام دوران
ليام دوران (بالإنجليزية: Liam Doran)‏ هو سائق سباق بريطاني، ولد في 22 مارس 1987 في لندن في المملكة المتحدة.